# Wereldbeker schaatsen 2010/2011 - 500 meter mannen
De Wereldbeker schaatsen 2010/11 - 500 meter mannen begon op 12 november 2010 in Heerenveen en eindigde aldaar op 6 maart 2011. Titelverdediger was de Amerikaan Tucker Fredricks, de beker werd overgenomen door Lee Kang-seok uit Zuid-Korea
Deze wereldbekercompetitie was tevens het kwalificatietoernooi voor de WK afstanden 2011.

## Eindpodium 2009/10
| Medaille | Atleet           | Punten |
| -------- | ---------------- | ------ |
| Goud:    | Tucker Fredricks | 788    |
| Zilver:  | Jan Smeekens     | 742    |
| Brons:   | Mika Poutala     | 702    |

## Podia
| Wedstrijd: | Goud:                             | Tijd     | Zilver:                           | Tijd     | Brons:                            | Tijd     |
| Heerenveen | Joji Kato Japan                   | 34,85    | Lee Kang-seok Zuid-Korea          | 35,00    | Lee Kyou-hyuk Zuid-Korea          | 35,01    |
| Heerenveen | Keiichiro Nagashima Japan         | 34,97    | Joji Kato Japan                   | 35,01    | Lee Kang-seok Zuid-Korea          | 35,10    |
| Berlijn    | Joji Kato Japan                   | 35,03    | Jan Smeekens Nederland            | 35,04    | Lee Kang-seok Zuid-Korea          | 35,10    |
| Berlijn    | Pekka Koskela Finland             | 34,90    | Tucker Fredricks Verenigde Staten | 34,91    | Lee Kang-seok Zuid-Korea          | 35,13    |
| Changchun  | Lee Kang-seok Zuid-Korea          | 35,10    | Joji Kato Japan                   | 35,25    | Keiichiro Nagashima Japan         | 35,30    |
| Changchun  | Tucker Fredricks Verenigde Staten | 35,26    | Jan Smeekens Nederland            | 35,27    | Lee Kyou-hyuk Zuid-Korea          | 35,32    |
| Obihiro    | Lee Kang-seok Zuid-Korea          | 35,11    | Keiichiro Nagashima Japan         | 35,16(3) | Akio Ota Japan                    | 35,16(8) |
| Obihiro    | Joji Kato Japan                   | 34,96 BR | Keiichiro Nagashima Japan         | 35,19(3) | Lee Kyou-hyuk Zuid-Korea          | 35,19(8) |
| Moskou     | Pekka Koskela Finland             | 35,15    | Jamie Gregg Canada                | 35,23    | Jacques de Koning Nederland       | 35,24    |
| Moskou     | Jan Smeekens Nederland            | 34,93    | Akio Ota Japan                    | 35,02    | Tucker Fredricks Verenigde Staten | 35,06    |
| Heerenveen | Lee Kang-seok Zuid-Korea          | 35,03    | Lee Kyou-hyuk Zuid-Korea          | 35,08    | Jacques de Koning Nederland       | 35,18    |
| Heerenveen | Lee Kyou-hyuk Zuid-Korea          | 35,00    | Yuya Oikawa Japan                 | 35,11    | Lee Kang-seok Zuid-Korea          | 35,12    |

## Eindstand
| #  | Naam                      | HVN1 | HVN2 | BER1 | BER2 | CHA1 | CHA2 | OBI1 | OBI2 | MOS1 | MOS2 | HVN3 | HVN4 | Totaal |
| -- | ------------------------- | ---- | ---- | ---- | ---- | ---- | ---- | ---- | ---- | ---- | ---- | ---- | ---- | ------ |
| 1  | Lee Kang-seok             | 80   | 70   | 70   | 70   | 100  | 60   | 100  | 40   | —    | —    | 150  | 105  | 845    |
| 2  | Lee Kyou-hyuk             | 70   | 45   | 60   | 60   | 60   | 70   | 40   | 70   | —    | —    | 120  | 150  | 745    |
| 3  | Joji Kato                 | 100  | 80   | 100  | 50   | 80   | 45   | 60   | 100  | —    | —    | 40   | 16   | 671    |
| 4  | Tucker Fredricks          | 28   | 50   | 50   | 80   | 45   | 100  | 36   | 45   | 36   | 70   | 24   | 75   | 649    |
| 5  | Jan Smeekens              | 60   | 32   | 80   | 32   | 28   | 80   | —    | —    | 45   | 100  | 90   | 45   | 592    |
| 6  | Keiichiro Nagashima       | 36   | 100  | 45   | 45   | 70   | 32   | 80   | 80   | —    | —    | 36   | 14   | 538    |
| 7  | Akio Ota                  | 40   | 60   | 36   | 36   | 14   | 36   | 70   | 60   | 16   | 80   | 45   | 8    | 501    |
| 8  | Yuya Oikawa               | 24   | 14   | 18   | 40   | 40   | 40   | 45   | 28   | 50   | 24   | 32   | 120  | 475    |
| 9  | Dmitry Lobkov             | 32   | 12   | 28   | 21   | 50   | 50   | 50   | 32   | 24   | 45   | 16   | 90   | 450    |
| 10 | Jacques de Koning         | 25   | 36   | 32   | 24   | 32   | 21   | 32   | 5    | 70   | 6    | 105  | 18   | 406    |
| 11 | Nico Ihle                 | 50   | 28   | 40   | 6    | 18   | 12   | 24   | 14   | 40   | 60   | 10   | 21   | 323    |
| 12 | Jamie Gregg               | —    | —    | —    | —    | 36   | 8    | 28   | 50   | 80   | 50   | 18   | 36   | 306    |
| 13 | Pekka Koskela             | 10   | 0    | 25   | 100  | —    | —    | —    | —    | 100  | 18   | 0    | 24   | 277    |
| 14 | Ryohei Haga               | 3    | 18   | 21   | 5    | 24   | 18   | 18   | 18   | 60   | 21   | 28   | 40   | 274    |
| 15 | Stefan Groothuis          | 45   | 40   | 12   | 18   | 5    | 12   | —    | —    | 21   | 28   | 75   | —    | 253    |
| 16 | Hein Otterspeer           | 19   | 19   | 24   | 28   | 8    | 6    | 14   | 16   | 12   | 36   | 21   | 12   | 215    |
| 17 | Aleksei Jesin             | 11   | 15   | 5    | 16   | 10   | 16   | 16   | 24   | 21   | 32   | 12   | 6    | 184    |
| 18 | Espen Aarnes Hvammen      | 4    | 0    | 19   | 25   | 21   | 28   | 10   | 10   | 32   | 8    | 3    | 4    | 164    |
| 19 | Vincent Labrie            | 21   | 16   | 16   | 12   | 16   | 5    | 12   | 21   | 14   | 12   | 5    | 5    | 155    |
| 20 | Mika Poutala              | 5    | 10   | —    | —    | —    | —    | —    | —    | 28   | 40   | 14   | 28   | 125    |
| 21 | Simon Kuipers             | —    | 25   | 14   | 10   | 12   | 14   | —    | —    | —    | 10   | 6    | 32   | 123    |
| 22 | Ermanno Ioriatti          | 6    | 4    | 2    | 6    | 8    | 15   | 15   | 15   | 10   | 16   | 8    | 10   | 115    |
| 23 | Roman Krech               | 2    | 1    | 1    | 0    | 25   | 24   | 21   | 36   | —    | —    | —    | —    | 110    |
| 24 | Muncef Ouardi             | 0    | 8    | 8    | 4    | 11   | 0    | 11   | 25   | 8    | 14   | 2    | 2    | 93     |
| 25 | Wang Nan                  | 6    | 5    | 0    | 11   | 19   | 11   | 25   | —    | —    | —    | —    | —    | 77     |
| 26 | William Dutton            | 12   | 8    | 11   | 19   | 6    | 4    | 8    | 8    | —    | —    | —    | —    | 76     |
| 27 | Gilmore Junio             | 15   | 6    | 8    | 4    | 15   | 8    | 6    | 12   | —    | —    | —    | —    | 74     |
| 28 | Mun Joon                  | 16   | 24   | 10   | 14   | —    | —    | —    | —    | —    | —    | —    | —    | 64     |
| 29 | Denny Ihle                | 0    | 0    | 0    | 0    | 0    | 19   | 8    | 19   | 6    | 5    | —    | —    | 57     |
| 30 | Shani Davis               | 18   | 21   | 6    | 8    | —    | —    | —    | —    | —    | —    | —    | —    | 53     |
| 31 | Tyler Derraugh            | —    | —    | —    | —    | —    | —    | —    | —    | 15   | 25   | 4    | 3    | 47     |
| 32 | Samuel Schwarz            | 14   | 6    | 4    | 0    | 0    | —    | 19   | —    | —    | 3    | —    | —    | 46     |
| 33 | Mike Blumel               | 1    | 11   | 15   | 2    | 0    | 1    | 2    | 11   | —    | —    | —    | —    | 43     |
| 34 | Zhang Yaolin              | 8    | 4    | 6    | 15   | 1    | 6    | —    | —    | —    | —    | —    | —    | 40     |
| 35 | Sun Bing                  | —    | —    | —    | —    | 2    | 25   | 5    | 6    | —    | —    | —    | —    | 38     |
| 36 | Daniel Greig              | —    | —    | 0    | 0    | —    | —    | —    | —    | 19   | 19   | —    | —    | 38     |
| 37 | Ronald Mulder             | 2    | —    | —    | —    | —    | —    | —    | —    | 25   | —    | —    | —    | 27     |
| 38 | Sergey Chadayev           | —    | —    | —    | —    | —    | —    | —    | —    | 8    | 15   | —    | —    | 23     |
| 39 | Artur Was                 | 0    | 2    | 0    | 8    | —    | —    | —    | —    | 5    | 4    | —    | —    | 19     |
| 40 | Matthew McLean            | —    | —    | —    | —    | —    | —    | —    | —    | 6    | 8    | —    | —    | 14     |
| 41 | Jan Bos                   | —    | —    | —    | —    | —    | —    | 6    | 6    | —    | —    | —    | —    | 12     |
| 42 | Joey Lindsey              | —    | —    | —    | —    | —    | —    | —    | —    | 0    | 11   | —    | —    | 11     |
| 43 | Markus Puolakka           | 0    | —    | 0    | 0    | —    | —    | —    | —    | 1    | 0    | —    | —    | 10     |
| 44 | Pim Schipper              | —    | —    | —    | —    | —    | —    | 0    | 8    | —    | —    | —    | —    | 8      |
| 44 | Richard MacClennan        | 8    | 0    | 0    | —    | —    | —    | —    | —    | —    | —    | —    | —    | 8      |
| 46 | Yevgeni Lalenkov          | —    | —    | —    | —    | —    | —    | —    | —    | 2    | 6    | —    | —    | 8      |
| 47 | Guo Qiang                 | 0    | 0    | 0    | 0    | 6    | 2    | 0    | 0    | —    | —    | —    | —    | 8      |
| 48 | Sjoerd de Vries           | —    | —    | —    | —    | —    | —    | 4    | 4    | —    | —    | —    | —    | 8      |
| 49 | Minghao Nan               | 0    | 0    | 0    | 0    | 0    | 4    | 1    | 1    | —    | —    | —    | —    | 6      |
| 50 | Mitchell Whitmore         | —    | —    | —    | —    | —    | —    | —    | —    | 1    | 4    | —    | —    | 5      |
| 51 | Christoffer Fagerli Rukke | 0    | 0    | —    | —    | —    | —    | —    | —    | 4    | —    | —    | —    | 4      |
| 52 | Mikael Flygind-Larsen     | —    | —    | —    | —    | 4    | —    | —    | —    | —    | 0    | —    | —    | 4      |
| 53 | Konrad Niedzwiedzki       | 4    | —    | 0    | —    | —    | —    | —    | —    | —    | —    | —    | —    | 4      |
| 54 | Tuomas Nieminen           | —    | 0    | 0    | 1    | —    | —    | 0    | 2    | —    | —    | —    | —    | 3      |
| 55 | Viktor Gluschenko         | —    | —    | —    | —    | —    | —    | —    | —    | 0    | 2    | —    | —    | 2      |
| 56 | Aleksandr Lebedev         | —    | —    | —    | —    | —    | —    | —    | —    | 0    | 1    | —    | —    | 1      |

## Wereldbekerwedstrijden
Hier volgt een overzicht van de top 10 per wereldbekerwedstrijd en de Nederlanders.

### Heerenveen1

#### Eerste race
| rang   | schaatser           | tijd  | punten |
| ------ | ------------------- | ----- | ------ |
| Goud   | Joji Kato           | 34,85 | 100    |
| Zilver | Lee Kang-seok       | 35,00 | 80     |
| Brons  | Lee Kyou-hyuk       | 35,01 | 70     |
| 4      | Jan Smeekens        | 35,04 | 60     |
| 5      | Nico Ihle           | 35,14 | 50     |
| 6      | Stefan Groothuis    | 35,26 | 45     |
| 7      | Akio Ota            | 35,27 | 40     |
| 8      | Keiichiro Nagashima | 35,33 | 36     |
| 9      | Dmitry Lobkov       | 35,38 | 32     |
| 10     | Tucker Fredricks    | 35,40 | 28     |
|        |                     |       |        |
| 23     | Ronald Mulder       | 57,73 | 2      |
|        |                     |       |        |
| B1     | Jacques de Koning   | 35,46 | 25     |
| B2     | Hein Otterspeer     | 35,47 | 19     |

#### Tweede race
| rang   | schaatser           | tijd  | punten |
| ------ | ------------------- | ----- | ------ |
| Goud   | Keiichiro Nagashima | 34,97 | 100    |
| Zilver | Joji Kato           | 35,01 | 80     |
| Brons  | Lee Kang-seok       | 35,10 | 70     |
| 4      | Akio Ota            | 35,13 | 60     |
| 5      | Tucker Fredricks    | 35,14 | 50     |
| 6      | Lee Kyou-hyuk       | 35,23 | 45     |
| 7      | Stefan Groothuis    | 35,24 | 40     |
| 8      | Jacques de Koning   | 35,25 | 36     |
| 9      | Jan Smeekens        | 35,28 | 32     |
| 10     | Nico Ihle           | 35,37 | 28     |
|        |                     |       |        |
| B1     | Simon Kuipers       | 35,28 | 25     |
| B2     | Hein Otterspeer     | 35,47 | 19     |

### Berlijn

#### Eerste race
| rang   | schaatser           | tijd     | punten |
| ------ | ------------------- | -------- | ------ |
| Goud   | Joji Kato           | 35,03    | 100    |
| Zilver | Jan Smeekens        | 35,04    | 80     |
| Brons  | Lee Kang-seok       | 35,10    | 70     |
| 4      | Lee Kyou-hyuk       | 35,19(5) | 60     |
| 5      | Tucker Fredricks    | 35,19(8) | 50     |
| 6      | Keiichiro Nagashima | 35,23    | 45     |
| 7      | Nico Ihle           | 35,28    | 40     |
| 8      | Akio Ota            | 35,36    | 36     |
| 9      | Jacques de Koning   | 35,37    | 32     |
| 10     | Dmitry Lobkov       | 35,43(0) | 28     |
|        |                     |          |        |
| 11     | Hein Otterspeer     | 35,43(4) | 24     |
| 15     | Simon Kuipers       | 35,62    | 14     |
| 16     | Stefan Groothuis    | 35,71    | 12     |

#### Tweede race
| rang   | schaatser           | tijd     | punten |
| ------ | ------------------- | -------- | ------ |
| Goud   | Pekka Koskela       | 34,90    | 100    |
| Zilver | Tucker Fredricks    | 34,91    | 80     |
| Brons  | Lee Kang-seok       | 35,13    | 70     |
| 4      | Lee Kyou-hyuk       | 35,19    | 60     |
| 5      | Joji Kato           | 35,21    | 50     |
| 6      | Keiichiro Nagashima | 35,22    | 45     |
| 7      | Yuya Oikawa         | 35,23(1) | 40     |
| 8      | Akio Ota            | 35,23(7) | 36     |
| 9      | Jan Smeekens        | 35,26    | 32     |
| 10     | Hein Otterspeer     | 35,39    | 28     |
|        |                     |          |        |
| 11     | Jacques de Koning   | 35,41)   | 24     |
| 13     | Stefan Groothuis    | 35,49    | 18     |
| 17     | Simon Kuipers       | 35,70    | 10     |

### Changchun

#### Eerste race
| rang   | schaatser           | tijd     | punten |
| ------ | ------------------- | -------- | ------ |
| Goud   | Lee Kang-seok       | 35,10    | 100    |
| Zilver | Joji Kato           | 35,25    | 80     |
| Brons  | Keiichiro Nagashima | 35,30    | 70     |
| 4      | Lee Kyou-hyuk       | 35,37    | 60     |
| 5      | Dmitry Lobkov       | 35,45    | 50     |
| 6      | Tucker Fredricks    | 35,56    | 45     |
| 7      | Yuya Oikawa         | 35,59    | 40     |
| 8      | Jamie Gregg         | 35,66(2) | 36     |
| 9      | Jacques de Koning   | 35,66(9) | 32     |
| 10     | Jan Smeekens        | 35,70    | 28     |
|        |                     |          |        |
| 16     | Simon Kuipers       | 35,98    | 12     |
| 18     | Hein Otterspeer     | 36,07    | 8      |
| 20     | Stefan Groothuis    | 49,82    | 5      |

#### Tweede race
| rang   | schaatser            | tijd     | punten |
| ------ | -------------------- | -------- | ------ |
| Goud   | Tucker Fredricks     | 35,26    | 100    |
| Zilver | Jan Smeekens         | 35,27    | 80     |
| Brons  | Lee Kyou-hyuk        | 35,32    | 70     |
| 4      | Lee Kang-seok        | 35,34    | 60     |
| 5      | Dmitry Lobkov        | 35,39    | 50     |
| 6      | Joji Kato            | 35,40    | 45     |
| 7      | Yuya Oikawa          | 35,45    | 40     |
| 8      | Akio Ota             | 35,50    | 36     |
| 9      | Keiichiro Nagashima  | 35,54    | 32     |
| 10     | Espen Aarnes Hvammen | 35,66    | 28     |
|        |                      |          |        |
| 12     | Jacques de Koning    | 35,73    | 21     |
| 15     | Simon Kuipers        | 35,79(5) | 14     |
| 16     | Stefan Groothuis     | 35,82(0) | 12     |
| 19     | Hein Otterspeer      | 35,89    | 6      |

### Obihiro

#### Eerste race
| rang   | schaatser           | tijd     | punten |
| ------ | ------------------- | -------- | ------ |
| Goud   | Lee Kang-seok       | 35,11    | 100    |
| Zilver | Keiichiro Nagashima | 35,16(3) | 80     |
| Brons  | Akio Ota            | 35,16(8) | 70     |
| 4      | Joji Kato           | 35,17    | 60     |
| 5      | Dmitry Lobkov       | 35,20    | 50     |
| 6      | Yuya Oikawa         | 35,22(4) | 45     |
| 7      | Lee Kyou-hyuk       | 35,22(9) | 40     |
| 8      | Tucker Fredricks    | 35,32    | 36     |
| 9      | Jacques de Koning   | 35,37    | 32     |
| 10     | Jamie Gregg         | 35,41    | 28     |
|        |                     |          |        |
| 15     | Hein Otterspeer     | 35,67    | 14     |
|        |                     |          |        |
| B6     | Jan Bos             | 36,17    | 6      |
| B7     | Sjoerd de Vries     | 36,28    | 4      |
| B12    | Pim Schipper        | DQ       | —      |

#### Tweede race
| rang   | schaatser           | tijd     | punten |
| ------ | ------------------- | -------- | ------ |
| Goud   | Joji Kato           | 34,96    | 100    |
| Zilver | Keiichiro Nagashima | 35,19(3) | 80     |
| Brons  | Lee Kyou-hyuk       | 35,19(8) | 70     |
| 4      | Akio Ota            | 35,29    | 60     |
| 5      | Jamie Gregg         | 35,31    | 50     |
| 6      | Tucker Fredricks    | 35,32    | 45     |
| 7      | Lee Kang-seok       | 35,34    | 40     |
| 8      | Roman Krech         | 35,62    | 36     |
| 9      | Dmitry Lobkov       | 35,63    | 32     |
| 10     | Yuya Oikawa         | 35,67    | 28     |
|        |                     |          |        |
| 14     | Hein Otterspeer     | 35,86    | 16     |
| 20     | Jacques de Koning   | 36,89    | 5      |
|        |                     |          |        |
| B5     | Pim Schipper        | 36,25    | 8      |
| B6     | Jan Bos             | 36,34    | 6      |
| B7     | Sjoerd de Vries     | 36,40    | 4      |

### Moskou

#### Eerste race
| rang   | schaatser            | tijd     | punten |
| ------ | -------------------- | -------- | ------ |
| Goud   | Pekka Koskela        | 35,15    | 100    |
| Zilver | Jamie Gregg          | 35,23    | 80     |
| Brons  | Jacques de Koning    | 35,24    | 70     |
| 4      | Ryohei Haga          | 35,29    | 60     |
| 5      | Yuya Oikawa          | 35,32    | 50     |
| 6      | Jan Smeekens         | 35,33    | 45     |
| 7      | Nico Ihle            | 35,41    | 40     |
| 8      | Tucker Fredricks     | 35,42    | 36     |
| 9      | Espen Aarnes Hvammen | 35,43(2) | 32     |
| 10     | Mika Poutala         | 35,43(4) | 28     |
|        |                      |          |        |
| 12     | Stefan Groothuis     | 35,45(5) | 21     |
| 16     | Hein Otterspeer      | 35,69    | 12     |
|        |                      |          |        |
| B1     | Ronald Mulder        | 35,66    | 25     |

#### Tweede race
| rang   | schaatser         | tijd     | punten |
| ------ | ----------------- | -------- | ------ |
| Goud   | Jan Smeekens      | 34,93    | 100    |
| Zilver | Akio Ota          | 35,02    | 80     |
| Brons  | Tucker Fredricks  | 35,06    | 70     |
| 4      | Nico Ihle         | 35,18    | 60     |
| 5      | Jamie Gregg       | 35,21    | 50     |
| 6      | Dmitry Lobkov     | 35,31    | 45     |
| 7      | Mika Poutala      | 35,38(1) | 40     |
| 8      | Hein Otterspeer   | 35,38(2) | 36     |
| 9      | Aleksey Yesin     | 35,41    | 32     |
| 10     | Stefan Groothuis  | 35,44    | 28     |
|        |                   |          |        |
| 17     | Simon Kuipers     | 35,64    | 10     |
| 19     | Jacques de Koning | 35,68    | 6      |

### Heerenveen

#### Eerste race
| rang   | schaatser           | tijd     | punten |
| ------ | ------------------- | -------- | ------ |
| Goud   | Lee Kang-seok       | 35,03    | 150    |
| Zilver | Lee Kyou-hyuk       | 35,08    | 120    |
| Brons  | Jacques de Koning   | 35,18    | 105    |
| 4      | Jan Smeekens        | 35,22(0) | 90     |
| 5      | Stefan Groothuis    | 35,22(7) | 75     |
| 6      | Akio Ota            | 35,24    | 45     |
| 7      | Joji Kato           | 35,26    | 40     |
| 8      | Keiichiro Nagashima | 35,29    | 36     |
| 9      | Yuya Oikawa         | 35,32    | 32     |
| 10     | Ryohei Haga         | 35,34    | 28     |
|        |                     |          |        |
| 12     | Hein Otterspeer     | 35,49    | 21     |
| 19     | Simon Kuipers       | 35,71    | 6      |

#### Tweede race
| rang   | schaatser         | tijd     | punten |
| ------ | ----------------- | -------- | ------ |
| Goud   | Lee Kyou-hyuk     | 35,00    | 150    |
| Zilver | Yuya Oikawa       | 35,11    | 120    |
| Brons  | Lee Kang-seok     | 35,12    | 105    |
| 4      | Dmitry Lobkov     | 35,16    | 90     |
| 5      | Tucker Fredricks  | 35,21    | 75     |
| 6      | Jan Smeekens      | 35,24    | 45     |
| 7      | Ryohei Haga       | 35,27    | 40     |
| 8      | Jamie Gregg       | 35,30    | 36     |
| 9      | Simon Kuipers     | 35,31    | 32     |
| 10     | Mika Poutala      | 35,33    | 28     |
|        |                   |          |        |
| 13     | Jacques de Koning | 35,43    | 18     |
| 16     | Hein Otterspeer   | 35,47(2) | 12     |

1985/1986 · 
1986/1987 · 
1987/1988 · 
1988/1989 · 
1989/1990 · 
1990/1991 · 
1991/1992 · 
1992/1993 · 
1993/1994 · 
1994/1995 · 
1995/1996 · 
1996/1997 · 
1997/1998 · 
1998/1999 · 
1999/2000 · 
2000/2001 · 
2001/2002 · 
2002/2003 · 
2003/2004 · 
2004/2005 · 
2005/2006 · 
2006/2007 · 
2007/2008 · 
2008/2009 · 
2009/2010 · 
2010/2011 · 
2011/2012 · 
2012/2013 · 
2013/2014 · 
2014/2015 · 
2015/2016 · 
2016/2017 · 
2017/2018 · 
2018/2019 · 
2019/2020 · 
2020/2021 · 
2021/2022 · 
2022/2023 · 
2023/2024 · 
2024/2025